# Rhynchosia courtallensis
Rhynchosia courtallensis är en ärtväxtart som beskrevs av Laurentius Josephus Gerardus Jos van der Maesen. Rhynchosia courtallensis ingår i släktet Rhynchosia och familjen ärtväxter. Inga underarter finns listade i Catalogue of Life.